# Avenida 33 (Medellín)
La Avenida 33 o Calle 33, es una importante vía que recorre la ciudad de Medellín con direcciones oriente y occidente en su zona centro-occidental y comunica el centro con los barrios Conquistadores, Laureles y Belén.

## Trazado y numenclatura
La vía comienza en el centro-sur de la ciudad, específicamente en la Rotonda San Diego, intersección con la Avenida El Poblado, donde continúa como la prolongación de la Avenida Las Palmas, una de las salidas de la urbe. Sigue su camino al occidente pasando bajo la estación Exposiciones, interseca con la Avenida del Ferrocarril por medio de una glorieta y, a través de un puente, cruza la Avenida Regional y el río Medellín para llegar al barrio Conquistadores y servir de límite entre las comunas de Laureles-Estadio y Belén.
Más adelante llega a la glorieta de Bulerías, donde intersecta con las Avenidas Bolivariana y Nutibara, cerca de la UPB. Desde este punto pasa a convertirse en el borde sur del barrio Laureles. Unos metros más al occidente llega a la intersección con la Avenida 80 por medio de la glorieta de santa Gema, donde se encuentra la parroquia homónima; a partir de ese punto la vía se vuelve más estrecha y pasa a tener la apriencia de una calle más de barrio.
Finalmente culmina su recorrido en una pequeña glorieta en el barrio La Castellana, cercana a la Corporación Universitaria Adventista.
Se la conoce como Avenida 33, puesto que el número asignado para la mayor parte de la vía es Calle 33, no obstante, en el tramo más oriental la calle posee la numeración 37, esto debido a que la vía cruza el río Medellín haciendo que cambie su número pero en rigor siendo la misma avenida.

## Sitios importantes en la vía
De oriente a occidente:
- Centro Comercial San Diego (cercano)
- Estación Exposiciones del metro
- Plaza Mayor Medellín Convenciones y Exposiciones (cercano)
- Cerro Nutibara
- Centro Comercial Unicentro (cercano)
- Universidad Pontificia Bolivariana
- Parroquia de Santa Gema